# Malte Malte
Malte Oscar Malte, född 3 mars 1880 i Skillinge, Östra Hoby socken, död 12 augusti 1933 på tåget till Ottawa på väg tillbaka från en forskningsresa i arktiska Kanada, var en svensk-kanadensisk botaniker.
Auktorsnamnet Malte kan användas för Malte Malte i samband med ett vetenskapligt namn inom botaniken; se Wikipediaartiklar som länkar till auktorsnamnet.

## Biografi
Malte Malte var son till handlaren Palle Petersson. Han avlade mogenhetsexamen i Ystad 1898 och studerade därefter vid Lunds universitet där han blev filosofie kandidat 1903, filosofie licentiat 1910 och samma år disputerade för filosofie doktorsgrad. Malte var amanuens vid Lunds universitets botaniska trädgård i sex år, extra assistent vid Sveriges utsädesförening i Svalöv samt extralärare vid läroverket i Kristianstad ett par år. Han reste 1910, omedelbart efter disputationen där han godkänts till Kanada för att i Ottawa tillträda en tjänst vid jordbruksdepartementets utsädesavdelning, och 1912–1921 var han som kanadensiska statens foderväxtexpert föreståndare för förädlings- och försöksarbetena med foderväxter. Han var 1921 till sin död föreståndare för den botaniska avdelningen vid National Museum of Canada. Malte publicerade i Sverige några floristiska uppsatser samt doktorsavhandlingen Embryologiska och cytologiska undersökningar öfver Mercurialis annua L. (1910). Hans kanadensiska produktion utgjordes främst av arbeten om foderväxter samt över vegetationen och floran i Kanada, vars växtvärld han studerade under vidsträckta resor. För ett planerat arbete över den arktiska flora gjorde han tre omfattande forskningsresor 1927, 1928 och 1933 till norra Kanada. Under sista resa insjuknade han på Charlton Island i Jamesbukten och måste föras hem. Han avled under hemresan. Maltes efterlämnade manuskript rörande arktiska växter kom delvis att publiceras.